# Szablak przypłaszczony
Szablak przypłaszczony (Sympetrum depressiusculum) – gatunek ciepłolubnej ważki z rodziny ważkowatych (Libellulidae). Jest szeroko rozprzestrzeniony w Palearktyce – od Azji Wschodniej po Francję. W Polsce występuje głównie w centralnej i południowej części kraju, ale zasięg jego występowania przesuwa się na północ. Był notowany na Mazurach w pobliżu granicy z Białorusią. Preferuje płytkie, silnie zarośnięte wody stojące, rzadziej wolno płynące. Epitet gatunkowy nawiązuje do grzbietobrzusznie spłaszczonego odwłoku samców.
Długość ciała 36 mm, rozpiętość skrzydeł 56 mm. W Polsce imagines latają od końca czerwca do października.